# Antonio Márquez Castro
Antonio Márquez Castro (fl. XX secolo) è stato un calciatore uruguaiano, di ruolo portiere.

## Carriera
Con la propria Nazionale si laureò campione continentale nel 1917.

## Palmarès

### Nazionale
- Campeonato Sudamericano de Football: 1

Uruguay 1917